# Švehlův most
Švehlův most je silniční most přes řeku Lužnici v západní části Tábora v Jihočeském kraji, pod hradem Kotnov, na silnici II/137 směrem na Malšice a Sudoměřice u Bechyně (odtud vpravo směr Bechyně).

## Situace
Již koncem dvacátých let 20. století začala být silniční komunikace z Tábora směrem na západ, vzhledem k rozmachu silničního provozu již neúnosná, zejména v zimním období. Silnice vedla z prostoru u železničních „Černých mostů“ dolů do údolí a zde v užším toku řeky Lužnice po také již málo vyhovujícím mostě do protilehlé obce Čelkovice, odtud serpentinami do značného vrchu přes obec Horky dál směrem  Týn nad Vltavou nebo Bechyně. V rozhodování o vybudování nové komunikace s tímto mostem sehrála velkou roli aktivita starosty města Václava Soumara a jistě přispěly také otázky potřeby československé armády při plnění úkolů obrany státu.
Rozvojem města se později Čelkovice a Horky staly místními částmi města Tábor.

## Stavba

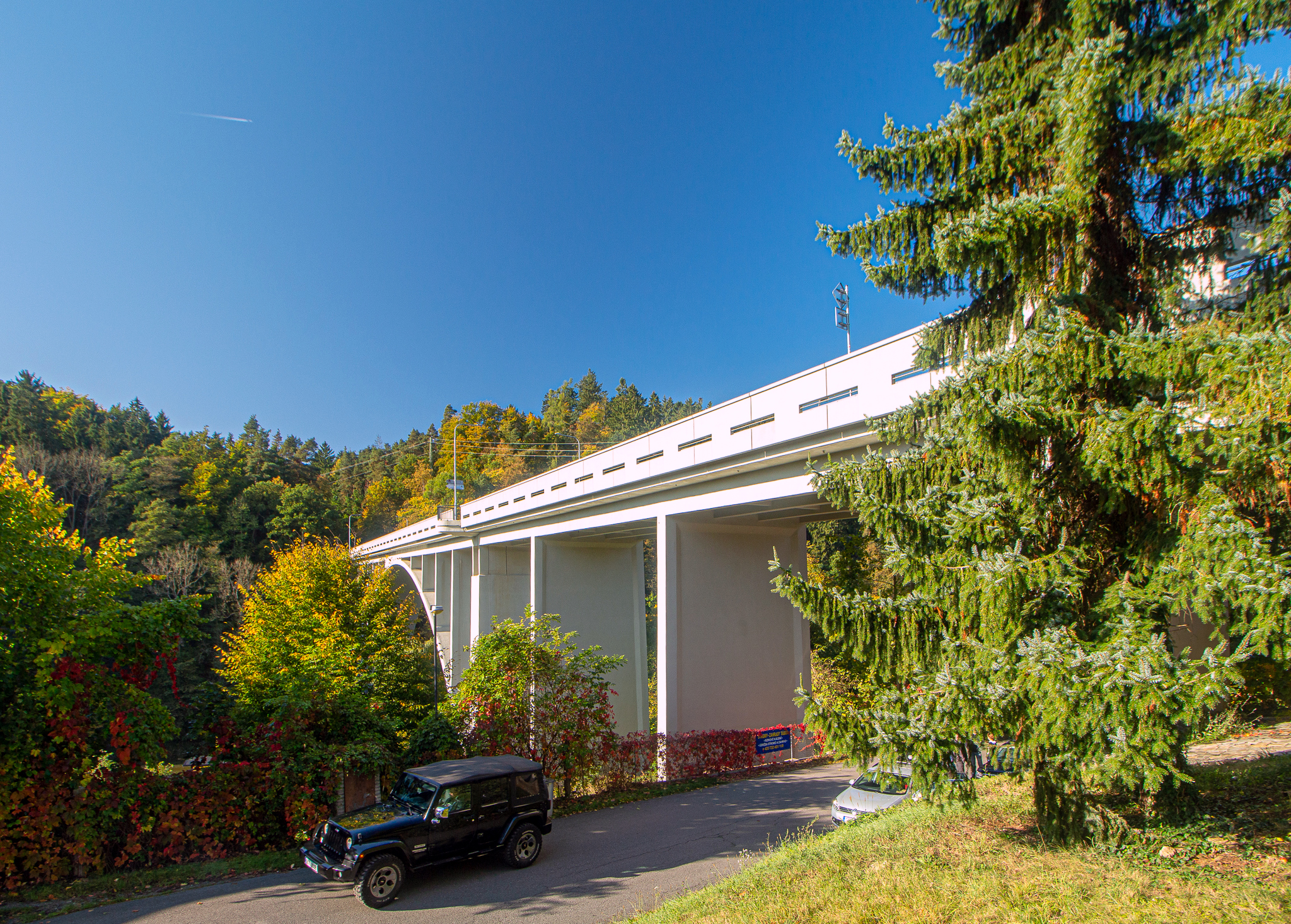
Silnice II/137 přes Švehlův most v Táboře (2022)

V roce 1933 bylo již rozhodnuto a 1. července 1934 začala výstavba moderního obloukového železobetonového mostu přes řeku a údolí. Most projektovali Ing. arch. V. Slavík a firma Ing. Brázdil a Dr. Jež; stavba byla zadána firmě Hlaváček; státní stavební správu vykonával Ing. Lukáš.
Most I. třídy s nosností 22 t má délku 167 m a oblouk ve výšce 25 m nad hladinou řeky. Silnice ve směru od Tábora stoupá sklonem 5 %, rozdíl výšky obou předmostí je tedy přibližně 850 cm.
Most byl postaven za 16 měsíců a 28. října 1935 byl slavnostně otevřen. Byl pojmenován po bývalém předsedovi československé vlády Antonínu Švehlovi. Během komunistického režimu byl přejmenován na most Sokolovo.